# Севернодаргинский язык
Севернодаргинский язык — один из даргинских языков нахско-дагестанский языковой семьи, распространённый среди даргинцев. Самый крупный даргинский язык как по числу носителей, так и по занимаемой территории.

## Распространение
Употребляется на востоке Левашинского, центре и северо-востоке Акушинского, во всем Сергокалинском, юге Карабудахкентского, юго-востоке Буйнакского и на отдельных участках Каякентского районов Дагестана. 
Численность носителей оценивается в 133 тысячи.
На основе наречий севернодаргинского (акушинский и урахинский) был сформирован литературный даргинский язык.
Многие носители севернодаргинского языка переселились в города юга Европейской части России.

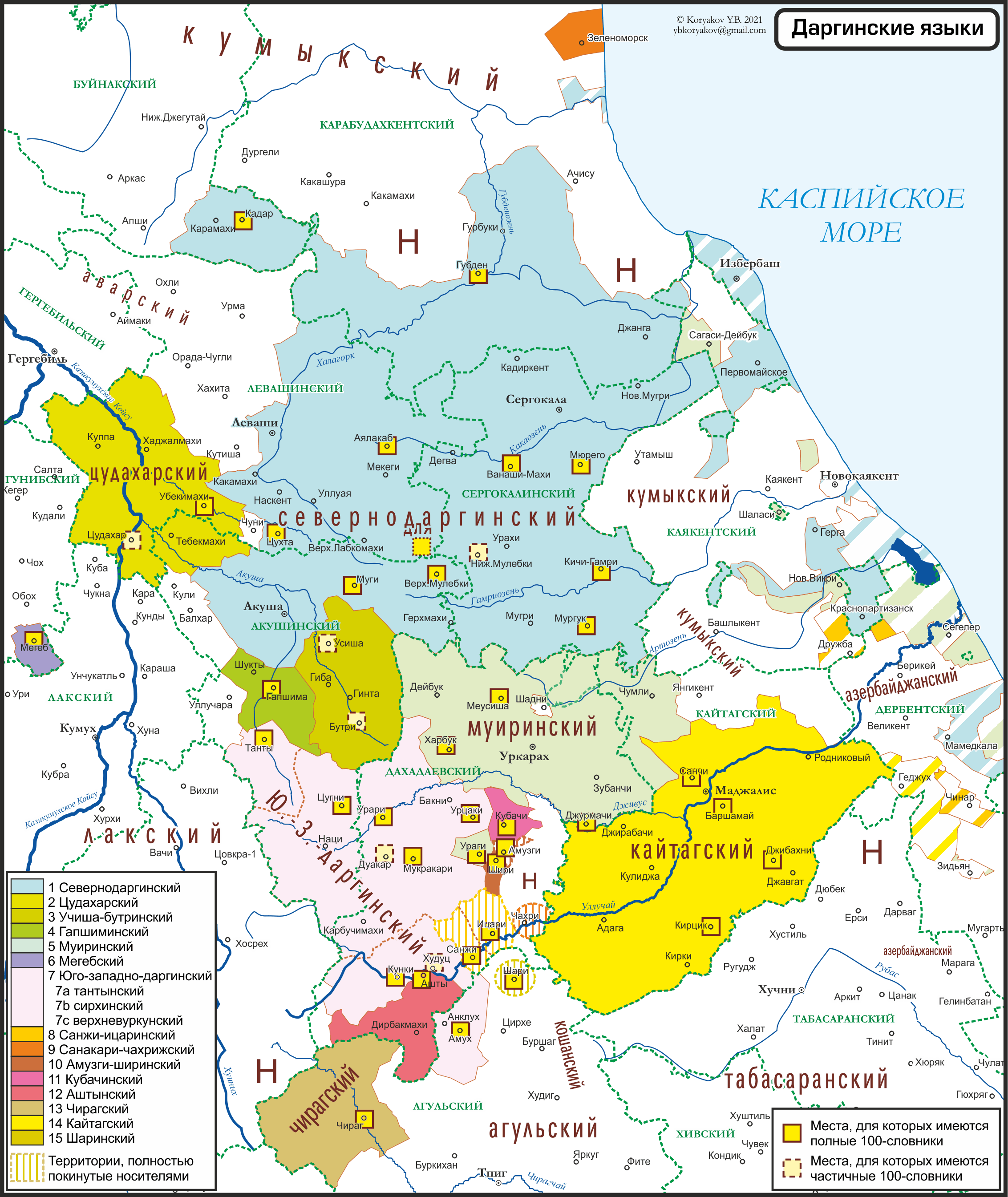
Карта даргинских языков по Корякову

## Классификация
Севернодаргинский язык относится к даргинской подгруппе нахско-дагестанской группы кавказской языковой семьи.

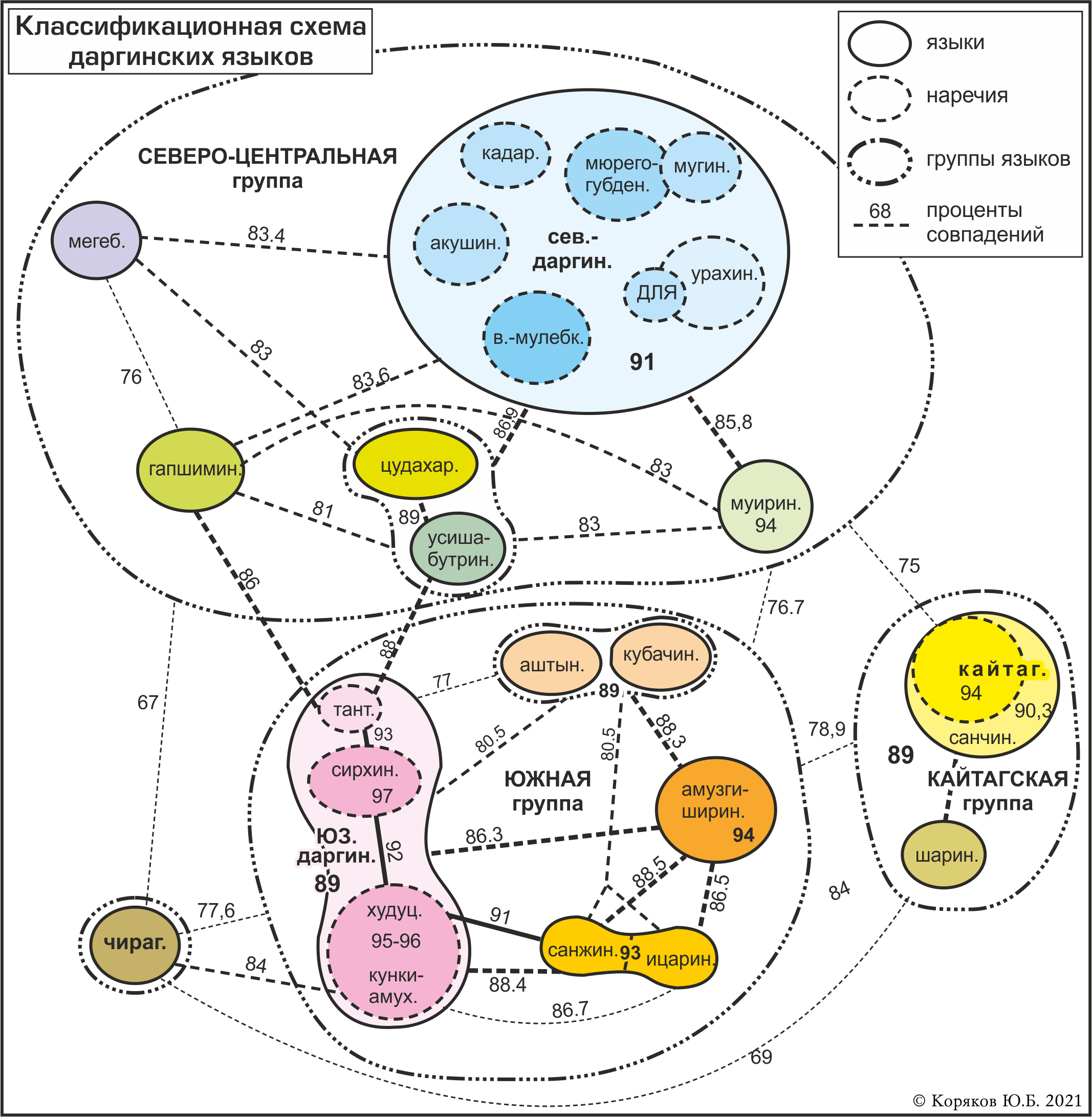
Классификация даргинских языков по Карякову (2021)

### Наречия
Севернодаргинский язык делится на несколько наречий: 
- акушинское
- урахинское
- верхнемулебкинское
- мугинское
- мюрего-губденское
- кадарское.

Акушинское наречие делится на:
- Акушинский говор — селения: Акуша, Урхучимахи, Бурхимакмахи и другие.
- Левашинский говор — сел. Леваши, Наскент, Какамахи, Эбдалая, Карлабко, Уллуая.

На базе акушинского и урахинского наречий основан литературный даргинский язык.
Мугинское наречие распространено в трёх сёлах на северо-востоке Акушинского района: Муги, Гаджиалалмахи, Шинкбалакада. Численность носителей, проживающих в этих сёлах составляет около 3 тысяч человек, ещё какое-то количество проживает в кутанах на равнине.
Урахинское, самое крупное наречие, в основном распространено в Сергокалинском районе, частично на северо-востоке Акушинского района, а также в селениях Герга и Краснопартизанск Каякентского района. Многие носители урахинского переселились в города юга Европейской части России. Число носителей языка 35 000 человек. В число особенностей урахинского в области фонетики включают отсутствие долгих согласных (урчи «лошадь» — кубачин. ӯче); отсутствие сильных (геминированных) согласных (маза «овца» — чираг. мацца); сохранение звонких аффрикат дж и дз и т. д.